# Мак В. Райт
Мак В. Райт (англ. Mack V. Wright, 9 березня 1894 – 14 серпня 1965) — американський актор та кінорежисер. Як режисер працював з 1920 року до кінця 1940-х років. Також часто працював  якості помічника режисера. Пік кар'єри припав на 1930-ті роки, коли Райт став режисером серіалів для Republic Pictures, а також знімав вестерни з Джоном Вейном для Monogram Pictures. Як актор, Райт знімався в вестернах з 1914 року по 1934 рік.

## Вибрана фільмографія
Режисер
- The Master Key (1914) (актор)
- The Bar Sinister (1917) (актор)
- The Lion Man (1919) (актор)
- Wolf Tracks (1920)
- Masked (1920)
- Thieves' Clothes (1920)
- The Broncho Kid (1920)
- Red Courage (1921) (актор)
- Perils of the Yukon (1922) (актор)
- Single Handed (1923) (актор)
- Mistaken Orders (1925) (актор)
- Riders of Mystery (1925) (актор)
- Blood and Steel (1925) (актор)
- Unseen Enemies (1926) (актор)
- Червона кров (1926)
- The Texas Terror (1926)
- Тарзан і золотий лев (1927)
- Мангеттенський ковбой (1928) (актор)
- Silent Trail (1928) (актор)
- West of Santa Fe (1928) (актор)
- Law of the Mounted (1928) (актор)
- Headin' Westward (1929) (актор)
- Конфлікт на ранчо (1931)
- South of the Rio Grande (1932)
- Примарне золото (1932) (режисер)
- Людина із Монтерей (1933) (режисер)
- Somewhere in Sonora (1933)
- Randy Rides Alone (1934)
- Randy Rides Alone (1934) (актор)
- Злочинець-одинак (1935)
- Приборкувач злочинців (1935)
- Tumbling Tumbleweeds (1935)
- Вітри пустелі (1936) (режисер)
- The Big Show (1936)
- Ревучий свинець (1936)
- Robinson Crusoe of Clipper Island (1936)
- The Singing Cowboy (1936)
- The Vigilantes Are Coming (1936)
- Heart of the Rockies (1937)
- Hit the Saddle (1937)
- Рейнджери-захисники (1937)
- Riders of the Whistling Skull (1937)
- Roaring Six Guns (1937)
- Ритм руті-туті (1937)
- Дух молодості (1938)
- Phantom of Chinatown (1940)
- Втрачені стежки (1941)
- King of the Zombies (1941)
- Murder by Invitation (1941) (помічник режисера)
- Gangs, Inc. (1941)
- Поза межею (1942)
- Світанок великого розлому (1942)
- Стежками Техасу (1942)
- Закон города-привида (1942)
- Riders of the West (1942)
- Захід Закону (1942)
- Cobra Woman (1944)
- The Mummy's Curse (1944)
- Аліменти(1949)
- The Flying Saucer (1950)
- Чому люди залишають свій дім (1951)
- Phantom from Space (1953)
- The Big Combo (1955)
- Five Minutes to Live (1961) (помічник режисера)